# Rudolf Hafner (Politiker)

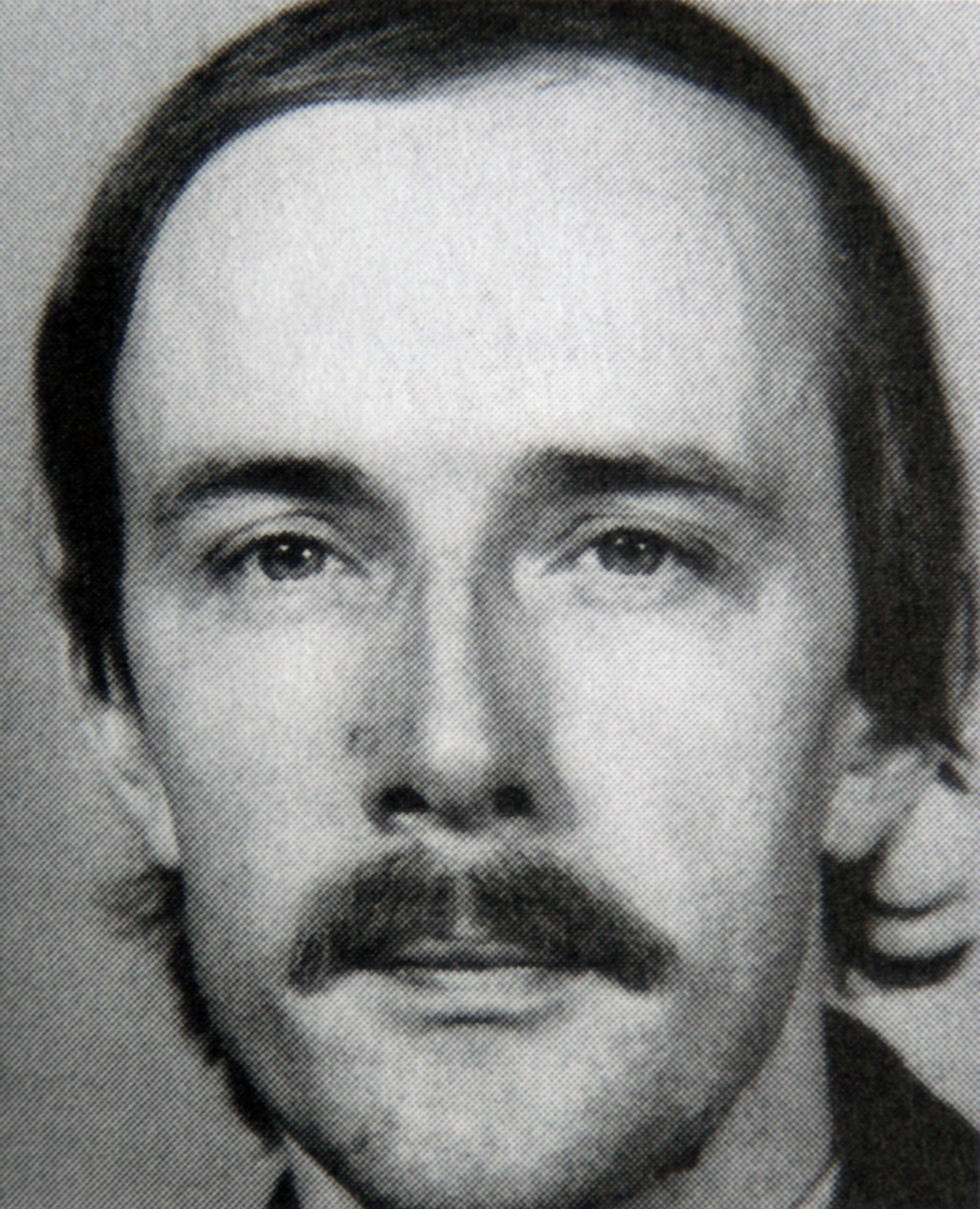
Rudolf Hafner

Rudolf Hafner (* 27. Dezember 1951 in Balsthal) ist ein Schweizer Betriebsökonom und Politiker (glp, früher Freie Liste). Er war Mitglied des Grossen Rats des Kantons Bern und des Nationalrats, später war er Kantonsrat im Kanton Solothurn. Bekanntheit erlangte er 1984, als er zahlreiche Finanzmanipulationen der Berner Kantonsregierung aufdeckte und dadurch die Berner Finanzaffäre auslöste.

## Biografie
Hafner wurde in Balsthal geboren, er hat drei ältere Geschwister. Nach dem Schulbesuch absolvierte er eine kaufmännische Lehre bei der Schweizerischen Hypotheken- und Handelsbank in Solothurn. Anschliessend arbeitete er bei der Crédit commercial de France in Paris. Er studierte an der Höheren Wirtschafts- und Verwaltungsschule in Zürich. Nach dem Abschluss als Diplom-Betriebsökonom war er zweieinhalb Jahre lang bei der Generaldirektion der SBB in Bern tätig. Ab Februar 1980 arbeitete er als Revisor mit Beamtenstatus in der Finanzkontrolle des Kantons Bern.

### Berner Finanzaffäre
Hafner hatte seinen Vorgesetzten mehrfach von Missständen berichtet, war von ihnen jedoch abgewiesen worden. Am 23. August 1984 sandte er eine 23-seitige Eingabe an alle Mitglieder des Grossen Rats, in dem er die Einsetzung einer Untersuchungskommission forderte. Er warf dem Regierungsrat in seinem Schreiben unter anderem die Zweckentfremdung des Kontos «Unvorhergesehenes» und von SEVA-Lotteriegeldern vor, um Abstimmungskomitees im Geheimen finanziell zu unterstützen. Ebenso hatte der Regierungsrat mehreren antiseparatistischen Organisationen hohe Geldbeträge für Lobbying in der Jurafrage zukommen lassen. Urs Kohli, der Erste Sekretär der Finanzdirektion, verhängte am 24. August ein Hausverbot und veranlasste wegen des möglichen Verdachts auf Amtsgeheimnisverletzung und ohne gerichtliche Genehmigung eine Durchsuchung der Wohnung des Whistleblowers durch die Polizei, während Hafner vorübergehend bei Bekannten untertauchte.
Der Grosse Rat setzte eine 17-köpfige «Besondere Untersuchungskommission» (BUK) ein. Der im August 1985 veröffentlichte Untersuchungsbericht bestätigte die Vorwürfe weitestgehend. Kurz darauf stellte die Staatsanwaltschaft das Verfahren gegen Hafner ein und das Obergericht sprach ihm später eine Entschädigung zu. Unzufrieden mit der Erklärung des Regierungsrates, sandte Hafner am 1. November 1985 den BUK-Mitgliedern einen weiteren detaillierten Bericht zu, worin er neue Vorwürfe erhob sowie auf ungetreue Amtsführung und missbräuchliche Begleichung privater Auslagen über die Staatskasse hinwies. Beispielsweise hatte Regierungsrat und Polizeidirektor Hans Krähenbühl seinen Jaguar mehrmals auf Staatskosten reparieren lassen. Krähenbühl und Finanzdirektor Werner Martignoni kündigten am 11. November an, bei den Wahlen im April 1986 nicht mehr zu kandidieren. In der Folge wurde erstmals eine mitte-links dominierte Kantonsregierung gewählt. Die Finanzaffäre führte auch dazu, dass die massiv beeinflusste Volksabstimmung über den Kantonswechsel des Laufentals annulliert wurde und sechs Jahre später wiederholt werden musste. Als Folge davon gehört der Bezirk Laufen seit 1994 zum Kanton Basel-Landschaft.

### Weiteres Wirken
Durch die Aufdeckung der Finanzaffäre erlangte Hafner grosse Bekanntheit. Er nutzte diese, um bei den Grossratswahlen im April 1986 zu kandidieren. Dabei war er einer von elf Gewählten der erstmals angetretenen Freien Liste. Ein Jahr später folgte seine Wahl in den Nationalrat. In diesem war er Mitglied der Finanzkommission; unter anderem wirkte er an einer Reform der Finanzaufsicht beim Bund mit. Beide politischen Ämter gab er 1994 aus beruflichen Gründen auf.
2013 kehrte er im Kanton Solothurn in die Politik zurück und holte für die Grünliberale Partei einen Sitz im Kantonsrat; vier Jahre später verzichtete er auf eine erneute Kandidatur.
Da ihm die Fortsetzung der Beamtenlaufbahn nicht möglich war, ging Hafner in die Privatwirtschaft. Er war Administrator beim Aufbau eines medizinisch-künstlerischen Therapeutikums in Kreuzlingen und arbeitete an der Schaffung eines Lehrstuhls für Komplementärmedizin an der Universität Bern mit. Acht Jahre lang war er Geschäftsführer des sozialtherapeutischen Heims Ekkharthof in Lengwil, danach Controller bei der Finanzabteilung des Goetheanums in Dornach. Er leitete das Alters- und Pflegeheim Haus Martin in Dornach und war schliesslich Geschäftsführer eines Bergschulheims für Kinder mit besonderen Bedürfnissen. Seit langem an Anthroposophie interessiert, präsidierte er auch die Stiftung pro Eurythmia.

## Veröffentlichungen
- Rudolf Hafner: «Und keiner durfte das Maul auftun…» Ein ehemaliger Revisor über Revision. Éditions Heuwinkel, Allschwil 1988.